# Andalusia (Alabama)
Andalusia város az USA Alabama államában. Lakosainak száma 8805 fő (2020. április 1.).

## Népesség
A település népességének változása:

| 2010 | 9 015 |
| 2020 | 8 805 |